# Microcharon lydicus
Microcharon lydicus is een pissebed uit de familie Lepidocharontidae. De wetenschappelijke naam van de soort is voor het eerst geldig gepubliceerd in 1990 door Pesce & Galassi.